# Paul Schneider (aktor)
Paul Schneider (ur. 16 marca 1976 w Asheville, w stanie Karolina Północna) – amerykański aktor filmowy i scenarzysta. W filmie Elizabethtown zagrał rolę Jessiego.

## Filmografia

### Filmy kinowe
- 2000: Sztama (George Washington) jako Rico Rice
- 2001: Security, Colorado jako Paul
- 2003: Dziewczyny z krwi i kości (All the Real Girls) jako Paul
- 2003: Crude jako Gabe
- 2004: 50 Ways to Leave Your Lover jako Owen
- 2005: Elizabethtown jako Jesse Baylor
- 2005: Rodzinny dom wariatów (The Family Stone) jako Brad Stevenson
- 2006: Live Free or Die jako Lagrand
- 2007: Zabójstwo Jesse’ego Jamesa przez tchórzliwego Roberta Forda (The Assassination of Jesse James by the Coward Robert Ford) jako Dick Liddil
- 2007: Miłość Larsa (Lars and the Real Girl) jako Gus
- 2009: Jaśniejsza od gwiazd (Bright Star) jako Charles Armitage Brown
- 2009: Para na życie (Away We Go) jako Courtney

### Seriale TV
- 2003: Brygada ratunkowa (Third Watch) jako Thomas Warner
- 2009–2010: Parks and Recreation jako Mark Brendanawicz
- 2016: Channel Zero: Candle Cove jako Mike Painter